# Андон Костов (Пехчево)
 Тази статия е за пехчевският революционер.  За дойранския вижте Андон Костов.  
Андон Атанасов Костов или Костовски е български революционер, деец на Вътрешната македоно-одринска революционна организация.

## Биография
Андон Костов е роден на 15 май 1879 година в град Пехчево, тогава в Османската империя, днес в Северна Македония. Присъединява се към ВМОРО и по нареждане на организацията в 1901 година заедно със сестра си Мария Костовска убива в бащиния си дом ренегата свещеник Алексия Я. Попов. Преследван от властите е принуден да бяга в България заедно с баща си, след което са материално разсипани. От 1902 година е четник в четите на Кръстьо Асенов и Христо Чернопеев. По време на Балканските войни е доброволец в Македоно-одринското опълчение, във 2 отделна партизанска рота и 3 рота на 15-а щипска дружина. Награден е с орден „За храброст“ IV степен. През Първата световна война е в 5-и полк на 11-а Македонска дивизия.
След войните продължава да живее в родния си град. По време на Българското управление в Македония на 16 февруари 1943 година, като жител на Пехчево подава молба за българска народна пенсия. Молбата е одобрена и пенсията е отпусната от Министерския съвет на Царство България.
Неговият внук Атанас Костовски е спортен журналист от Северна Македония.